# حقوق الإنسان في إيران

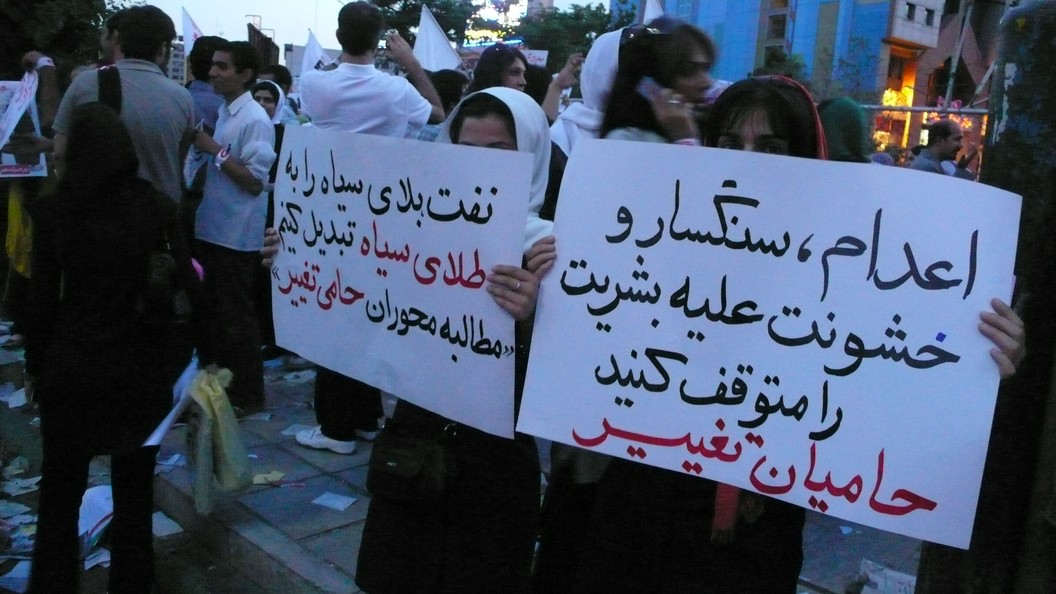
يمين: "أوقفوا عقوبة الإعدام والرجم والجرائم ضد الإنسانية، -مؤيدو التغيير-"يسار: "دعونا نغير النفط من اللعنة السوداء إلى الذهب الأسود. -إصلاحيون من أجل التغيير-"

حالة حقوق الإنسان في الجمهورية الإسلامية في إيران يتم انتقادها من قبل نشطاء حقوق الإنسان الإيرانيين والدوليين أو المنظمات الغير حكومية الدولية المعنية بحقوق الإنسان. كذلك قامت الجمعية العامة ومفوضية حقوق الإنسان التابعة للأمم المتحدة بادانة الانتهاكات التي جرت وتجري في إيران ونشرت ذلك في عدة قرارات.
يتم انتقاد حكومة إيران على فرض القيود أو العقوبات الواردة في دستور الجمهورية الإسلامية أو القوانين والإجراءات التي تتم بشكل غير معلن مثل التعذيب، الاغتصاب، قتل السجناء السياسيين، الضرب وأيضا القتل للمعارضين وغيرهم من المدنيين.
تشمل القيود والعقوبات القانونية في الجمهورية الإسلامية التي تنتهك المعايير الدولية لحقوق الإنسان: عقوبات قاسية على الجرائم، ومعاقبة «جرائم بلا ضحايا» مثل الزنا، المثلية الجنسية، إعدام المذنبين تحت عمر 18 سنة، القيود المفروضة على حرية التعبير والصحافة، والتي تشمل حبس الصحفيين؛ عدم المساواة في المعاملة على أساس الدين أو الجندر طبقا لما هو وارد في دستور الجمهورية الإسلامية في إيران بما في ذلك اضطهاد أتباع الدين البهائي.
الانتهاكات المبلغ عنها والتي تتم خارج قوانين الجمهورية الإسلامية تشمل تنفيذ الإعدامات على الآلاف من السجناء السياسيين في عام 1988، الاستخدام الواسع النطاق للتعذيب لانتزاع الاعترافات. كما سُجل أيضا اغلاق الصحف والاعتداءات على المعارضين السياسيين من قبل "هيئات شبه رسمية"، وخصوصا "حزب الله"، وقتل العشرات من المعارضين للحكومة في التسعينيات، والتي تطلق عليهم الحكومة تسميات من قبيل (عناصر شريرة).[بحاجة لمصدر]
تحت حكم الرئيس محمود أحمدي نجاد، سّجل سجل إيران في مجال حقوق الإنسان «تدهورا بشكل ملحوظ» وفقا لهيومان رايتس وتش، وبعد الاحتجاجات على نتائج الانتخابات الرئاسية في 2009 ظهرت تقارير عن قتل المتظاهرين، والتعذيب والاغتصاب وقتل المتظاهرين المعتقلين، والمحاكمات الجماعية ونشر عشرات الاعترافات من المتهمين من الشخصيات المعارضة البارزة والتي يعتقد أنها تمت تحت الإكراه.
المسؤولون في إيران ردوا على الانتقادات بالقول أن الجمهورية الإسلامية الإيرانية ليس ملزمة بما وصفوه «تفسير الغرب» لحقوق الإنسان، وأن «الجمهورية الإسلامية هي ضحية الدعايات المغرضة من قبل الأعداء التي هي جزء من مخطط أكبر ضد العالم الإسلامي». ووفقا لمسؤولين إيرانيين في وصفهم لنشطاء حقوق الإنسان إيرانيين يعتقد أنهم حرموا من محاكمة عادلة أنهم في الواقع مذنبون بارتكاب جرائم ضد الأمن القومي للبلد، وأن هؤلاء المحتجين الذين يدعون أن أحمدي نجاد سرق انتخابات 2009 هم في الواقع جزء من مؤامرة مدعومة من الخارج لإسقاط قادة إيران.

## القصر البهلوي
دامت دولة إيران الإمبراطورية، حكومة إيران خلال عهد سلالة بهلوي الحاكمة، من عام 1925 إلى عام 1979. أشار المؤرخون إلى تباين استخدام أساليب التعذيب والاعتداء على السجناء في بعض الأحيان خلال عهد البهلوي، واستخدم حاكما هذه السلالة –رضا شاه بهلوي وابنه محمد رضا شاه بهلوي– أساليب الرقابة والشرطة السرية والتعذيب والإعدام.

### حقبة رضا شاه بهلوي
اتسم عهد رضا شاه بأنه استبدادي وديكتاتوري في وقت انتشرت فيه الحكومات الاستبدادية والديكتاتوريات محليًا وعالميًا، إذ لم يكن الإعلان العالمي لحقوق الإنسان صادرًا آنذاك. خلال عهد رضا شاه، خضعت حرية الصحافة للتقييد بالإضافة إلى حقوق العمال والحريات السياسية. أُغلقت الصحف المستقلة، وحُظرت الأحزاب السياسية –حتى حزب الإحياء الموالي. في عام 1927، حظرت الحكومة جميع النقابات العمالية، واعتقلت 150 من منظمي العمل بين عامي 1927 و1932.
مورس العنف الجسدي ضد بعض أنواع السجناء –المجرمين العاديين والجواسيس المشتبه بهم والمتهمين بالتآمر على القتل العمد. عوقب اللصوص بأساليب مختلفة منها الضرب بالفلقة (ضرب باطن القدمين)، والتعليق (التعليق في الهواء بواسطة حبل مربوط حول أذرع الضحايا) «للكشف عن نهبهم المخفي». ضرب الجواسيس والقتلة المشتبه بهم وحُرموا من النوم وتعرضوا للتعذيب بأسلوب القباني (ربط اليدين بإحكام خلف الظهر) ما تسبب في بعض الأحيان في تكسر المفاصل. أما بالنسبة للسجناء السياسيين –الذين كان أغلبهم من الشيوعيين في المقام الأول– كان هناك «انعدام ملحوظ للتعذيب» خلال حكم رضا شاه. كان الحبس الانفرادي أبرز أشكال ممارسة الضغط، فضلًا عن حظر «الكتب والصحف والزوار وطرود الطعام والرعاية الطبية المناسبة». تعرض السجناء السياسيون لكثير من التهديدات باتباع أسلوب القباني معهم، إلا أنهم «نادرًا ما تعرضوا له».

### حقبة محمد رضا بهلوي
في أعقاب الغزو الإنجليزي السوفيتي لإيران عام 1941، أصبح محمد رضا ملكًا بعد الإطاحة بوالده. أطلقت سلطات الاحتلال سراح السجناء السياسيين (أغلبهم من الشيوعيين)، ولم يعُد الشاه (ولي العهد آنذاك يمتلك السيطرة على البرلمان. تمكن الشاه من إعلان الأحكام العرفية بعد محاولة اغتياله في عام 1949، فسجن الشيوعيين وغيرهم من المعارضين، وقيد حرية انتقاد العائلة المالكة في الصحافة.
في أعقاب الانقلاب الموالي للشاه الذي أطاح برئيس الوزراء محمد مصدق في عام 1953، تمكن الشاه من قمع خصومه ومعارضيه مجددًا، وتضاءلت الحرية السياسية. حظر الشاه الجبهة الوطنية، جماعة مصدق السياسية، واعتقل معظم قادتها. أمر بإلقاء القبض على أكثر من 4000 ناشطًا سياسيًا من حزب توده (بما في ذلك 477 فردًا من القوات المسلحة)، وأمر بإعدام أربعين شخصًا، وتوفي 14 آخرون تحت التعذيب، وحكم على أكثر من 200 شخص بالسجن مدى الحياة.
تمتعت السافاك، الشرطة السرية للشاه بسلطات غير محدودة تقريبًا خلال أوج قوتها. تعاون الجهاز تعاونًا وثيقًا مع وكالة المخابرات المركزية.
أشار التقرير السنوي لمنظمة العفو الدولية لعام 1974-1975 إلى أنه «جرى الإبلاغ عن العدد الإجمالي للسجناء السياسيين على مدار العام 1975، حيث تراوح عددهم بين 25,000 و100,000 سجين».

#### 1971- 1977
في عام 1971، اندلعت «نزاعات عصابات مكثفة» ضد الحكومة في أعقاب هجوم العصابات على مركز للدرك (قُتل خلاله ثلاثة من رجال الشرطة وأُطلق سراح اثنين من رجال العصابات، فيما عُرف باسم «حادثة سياهكال»)، ما أسفر عن فرض إجراءات حكومية مضادة شديدة. خلال النصف الأول من سبعينيات القرن العشرين، نشطت العصابات التي اعتمدت «الكفاح المسلح» للإطاحة بالشاه، والمستوحاة من الثوار الدوليين المناهضين للإمبريالية في العالم الثالث (ماو تسي تونغ، هو تشي منه، وتشي غيفارا)، وقُتل المئات منهم خلال اشتباكهم مع القوات الحكومية وأُعدم العشرات من الإيرانيين. أفادت تقارير منظمة العفو الدولية بأن الشاه نفّذ ما لا يقل عن 300 عملية إعدام سياسية.
استُخدم التعذيب لتحديد مواقع مخابئ الأسلحة والمنازل الآمنة وشركاء حرب العصابات، وفي محاولات إرغام أعداء الدولة على أن يصبحوا مؤيدين.
في عام 1975، أصدرت منظمة العفو الدولية –التي نمت عضويتها ونفوذها الدولي بشكل ملحوظ خلال سبعينيات القرن العشرين– تقريرًا عن معاملة السجناء السياسيين في إيران «وحصل على تغطية واسعة في الصحافة الأوروبية والأمريكية». بحلول عام 1976، جرى تخفيف القمع الذي مارسته السلطات الإيرانية إلى حد كبير بفضل نشر التقارير عنه والتدقيق من جانب «العديد من المنظمات الدولية والصحف الأجنبية» ورئيس الولايات المتحدة المنتخب حديثًا، جيمي كارتر.

#### الثورة الإسلامية
اندلعت العديد من المظاهرات التي أسفرت عن قيام الثورة الإيرانية 1978-1979 التي أطاحت بحكومة بهلوي في أكتوبر 1977 وانتهت في 11 فبراير 1979 بهزيمة قوات الشاه. خلال الثورة، أطلقت القوات المسلحة النار على المتظاهرين وأُعدم السجناء. ساهمت انتهاكات حقوق الإنسان الحقيقية والمزعمة في سقوط الشاه، (بنفس القدر الذي ساهمت به محاولاته في عدم انتهاك حقوق الإنسان كما اقترح جنراله عليه، كما ورد عن البعض).

يُنسب إلى شرطة السافاك الكثير من عمليات الاغتيال التي نفذها العديد من الإيرانيين، بما في ذلك مقتل الزعيم الإسلامي الحداثي الشعبي والمؤثر علي شريعاتي ومصطفى نجل آية الله روح الله الخميني في عام 1977. في 8 سبتمبر 1978، أطلقت قوات (الجمعة السوداء) النار على المتظاهرين الدينيين في ميدان زحلة (أو جاله). أعلنت قيادة رجال الدين أن «الآلاف قُتلوا على يد القوات الصهيونية» (أي القوات الإسرائيلية التي يُشاع أنها تساعد الشاه)، أفاد ميشال فوكو أن حصيلة القتلى بلغت 4000، وذكر صحفي أوروبي آخر أن الجيش خلف وراءه «مذبحة». يشير يوهان بيوكس، مؤلف كتاب فوكو في إيران، 1978-1979، إلى أن «فوكو أبلغ عن عدد القتلى المبالغ فيه في ميدان جاله، الذي تصاعد بسبب الجماهير المتمردة. أُصيب الآلاف، ولكنه من غير المحتمل أن يتجاوز عدد القتلى أكثر من مئة ضحية». ذكر المؤرخ عباس امانات:
دعمت مرجعية قم الدينية العديد من نشطاء الكتابة الذين استغلوا مذبحة ميدان جاله لتصوير النظام على أنه وحشي وغير شرعي. بفضل ترويج الشائعات التي انتشرت في ظل غياب وسائل الإعلام والتقارير الإخبارية الموثوقة، جرى تضخيم عدد الضحايا و«الشهداء» إلى الآلاف، ووُصفت القوات التي أطلقت النار عليهم بأنهم مرتزقة إسرائيليون استُخدموا لسحق الثورة.
عثر جهاز محاسبة ما بعد الثورة بقيادة عماد الدين باغي، والتابع للمؤسسة الحكومية لشؤون الشهداء والمحاربين القدامى، على 88 قتيلًا يوم الجمعة السوداء (من بينهم امرأتان) في ميدان جاله، و24 (من بينهم امرأة) في أجزاء أخرى من العاصمة. وفقًا للمؤرخ العسكري سبنسر سي تاكر، قُتل 94 شخصًا يوم الجمعة السوداء، كان 64 منهم متظاهرًا و30 من قوات الأمن الحكومية. صرح ريتشارد فولتز أن حصيلة الوفيات في ميدان جاله بلغت 64 متظاهرًا.

## وصلات خارجية
- حقوق الإنسان في إيران / هيومان رايتس ووتش